# Sanja Nikčević

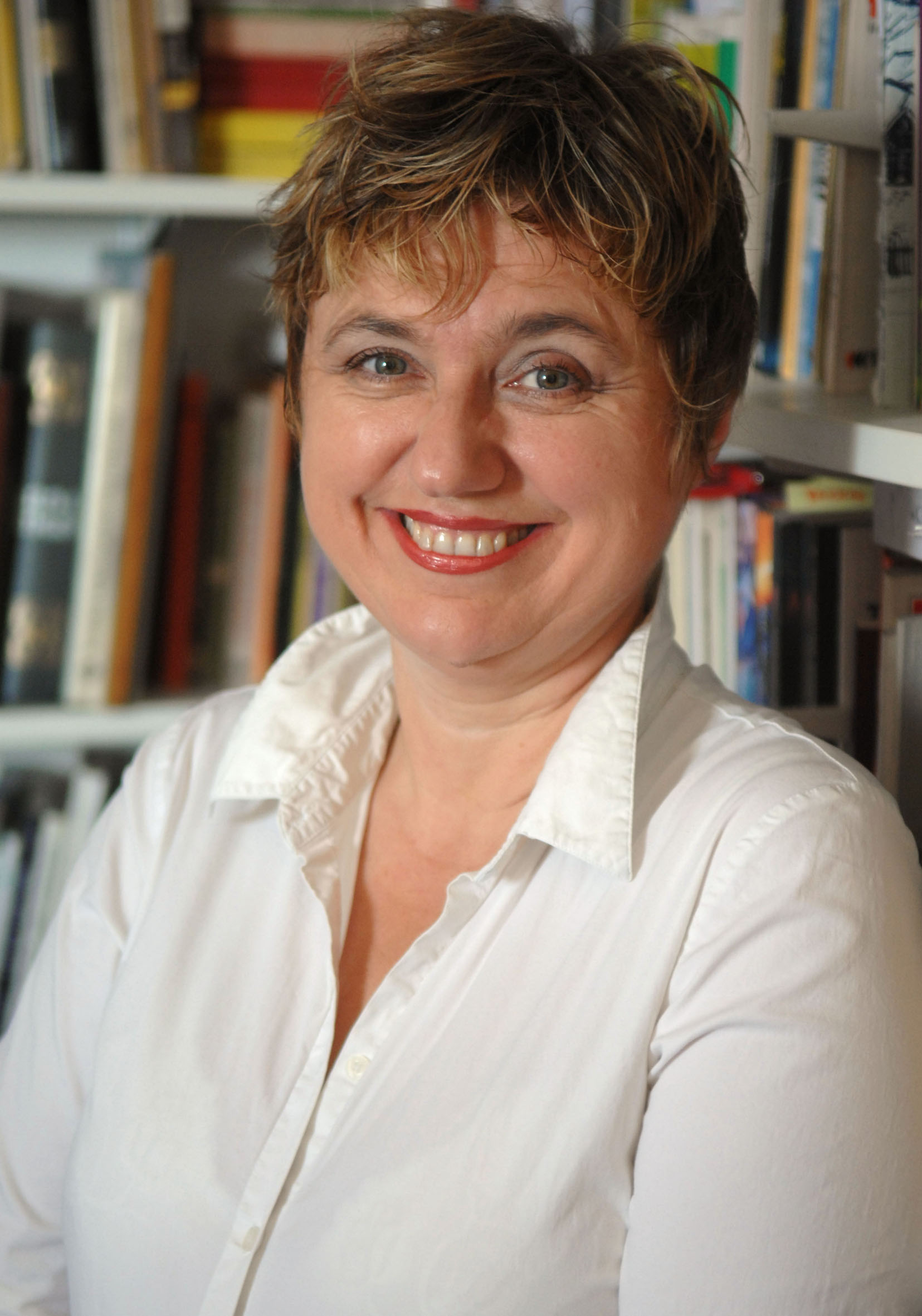
Sanja Nikčević (2009)

Sanja Nikčević (* 1960 in Varaždin, Jugoslawien, heute Kroatien) ist eine kroatische Theaterwissenschaftlerin, Theaterkritikerin und ordentliche Professorin an der Kunstakademie Osijek. Vor ihrer wissenschaftlichen Karriere arbeitete sie als Journalistin und Theaterkritikerin bei Večernji list (1985–1993) und als Theaterberaterin beim Kulturministerium der Republik Kroatien (1996–1997): Zudem war sie freiberuflich als Künstlerin tätig. Nikčević ist Kolumnistin für Vijenac und Hrvatsko slovo.
Sie absolvierte 1984 ein Studium der kroatischen und französischen Sprache an der Philosophischen Fakultät der Universität Zagreb und wurde 1998 mit einer Arbeit über das US-amerikanische Drama promoviert. Sie war zweimal Fulbright-Stipendiatin in den USA: CUNY - New York (Mentor Marvin Carlson) 1995 und UCSB - Santa Barbara (Mentor W. D. King) 2003, wo sie 2002 modernes europäisches Drama and Theater lernte. Nikčević erhielt den Orden des kroatischen Flechten. Sie ist Ehrenbürger von Waterford.
Sie war Präsidentin der Kroatischen Gesellschaft der Theaterkritiker und Theatrologen (2010–2019), Mitglied des Hauptausschusses der Matica hrvatska (2014–2018) und Selektorin des Festivals der Christliches Theater in Zagreb (2015–2019).